# Corse-du-Sud
Corse-du-Sud (Corsicaans: Pumonti of Pumonte) is een administratief Frans departement in de regio en eiland Corsica.

## Geschiedenis
Het departement is ontstaan na deling van het departement Corsica op 1 januari 1976, in uitvoering van de wet van 15 mei 1975. De grenzen volgen die van het voormalige departement Liamone, dat tussen 1793 en 1811 bestond. Het vroegere departement Corsica had als volgnumer 20, wat na de splitsing 2A en 2B werd voor respectievelijk Corse-du-Sud en Haute-Corse.
Op 1 januari 2018 fuseerden de beide Corsicaanse departementen met de Collectivité territoriale de Corse tot de Collectivité de Corse. Sindsdien bestaat het departement enkel als administratieve entiteit en niet langer als politiek orgaan.

## Geografie
Corse-du-Sud maakte deel uit van het eiland Corsica en grensde aan het departement Haute-Corse. Verder was het omringd door de Middellandse Zee. De hoogste berg die geheel binnen het departement gelegen was, was de Monte Incudine (2136 m). De hoogste plek van het departement lag op de zuidflank van de Maniccia op 2425 meter hoogte op de grens met het departement Haute-Corse. Ook de Monte Renoso (2313 m) lag op de grens van beide departementen.

## Demografie
De inwoners van Corse-du-Sud heten net zoals de inwoners van Haute-Corse Corsicanen (Corses).

### Demografische evolutie sinds 1962
| Naam         | Index 1962 | Index 1968 | Index 1975 | Index 1982 | Index 1990 | Index 1999 | Index 2008 | Index 2019 |
| ------------ | ---------- | ---------- | ---------- | ---------- | ---------- | ---------- | ---------- | ---------- |
| Corse du Sud | 100,0      | 112,3      | 125,7      | 136,2      | 149,0      | 148,7      | 176,7      | 198,6      |
| Frankrijk*   | 100,0      | 107,1      | 113,3      | 117,0      | 121,9      | 126,0      | 133,8      | 140,1      |

| Naam         | Inw./Km² 1962 | Inw./km² 1968 | Inw./km² 1975 | Inw./km² 1982 | Inw./km² 1990 | Inw./km² 1999 | Inw./km² 2008 | Inw./km² 2019 |
| ------------ | ------------- | ------------- | ------------- | ------------- | ------------- | ------------- | ------------- | ------------- |
| Corse du Sud | 19,9          | 22,3          | 25,0          | 27,1          | 29,6          | 29,5          | 35,1          | 39,5          |
| Frankrijk*   | 84,2          | 90,1          | 95,4          | 98,5          | 102,7         | 106,1         | 112,7         | 119,7         |

Frankrijk* = exclusief overzeese gebieden
Bron: Recensement Populaire INSEE - 1962 tot 1999 population sans doubles comptes, nadien Population Municipale
Op 1 januari 2022 had Corse-du-Sud 166.045 inwoners.

### De 10 grootste gemeenten in het departement
| #  | Gemeente          | Aantal inwoners (2022) |
| -- | ----------------- | ---------------------- |
| 1  | Ajaccio           | 75.343                 |
| 2  | Porto-Vecchio     | 11.536                 |
| 3  | Bastelicaccia     | 4.258                  |
| 4  | Propriano         | 3.864                  |
| 5  | Sartène           | 3.732                  |
| 6  | Alata             | 3.645                  |
| 7  | Afa               | 3.350                  |
| 8  | Grosseto-Prugna   | 3.331                  |
| 9  | Sarrola-Carcopino | 3.250                  |
| 10 | Bonifacio         | 3.269                  |

## Afbeeldingen

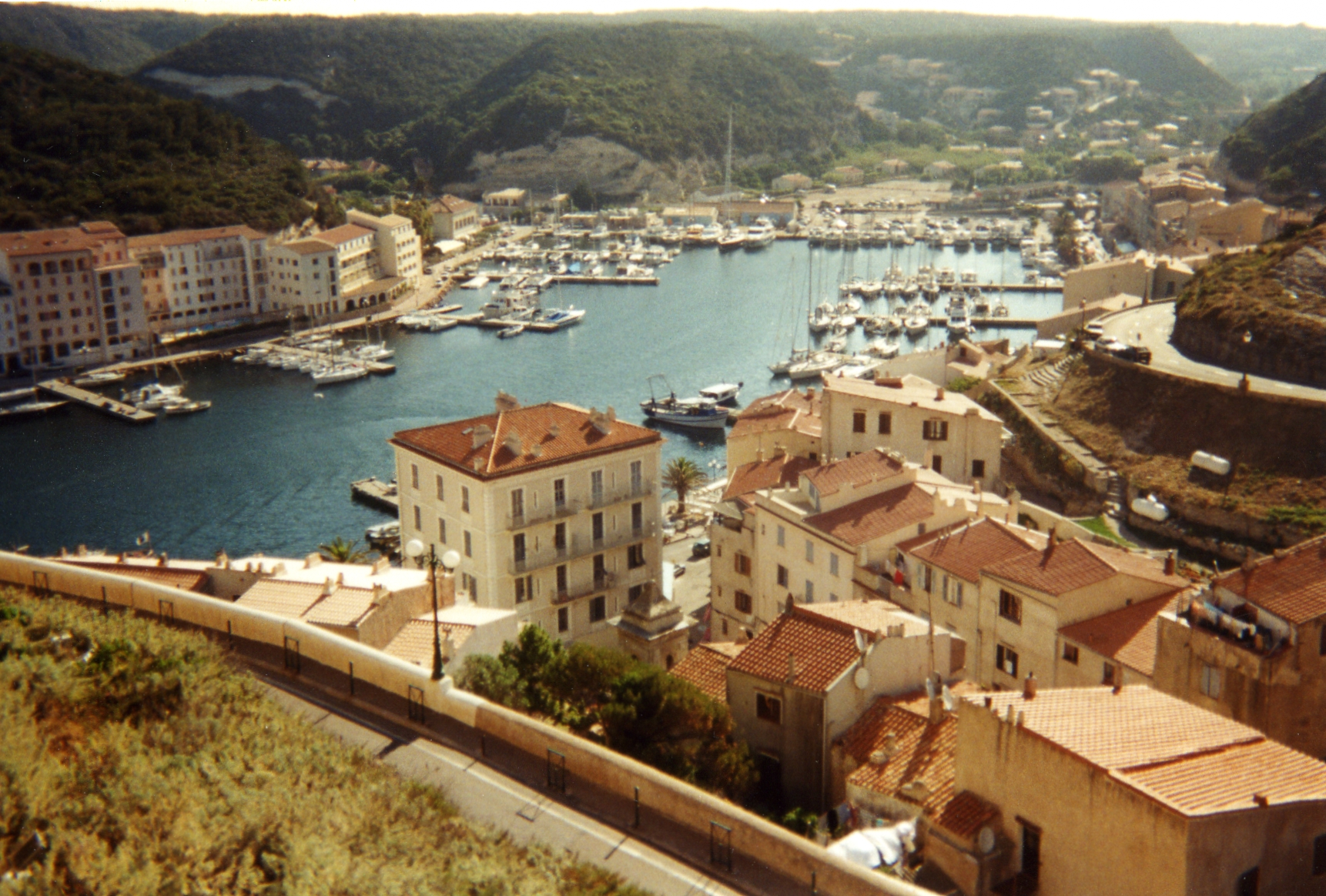
De haven van Bonifacio
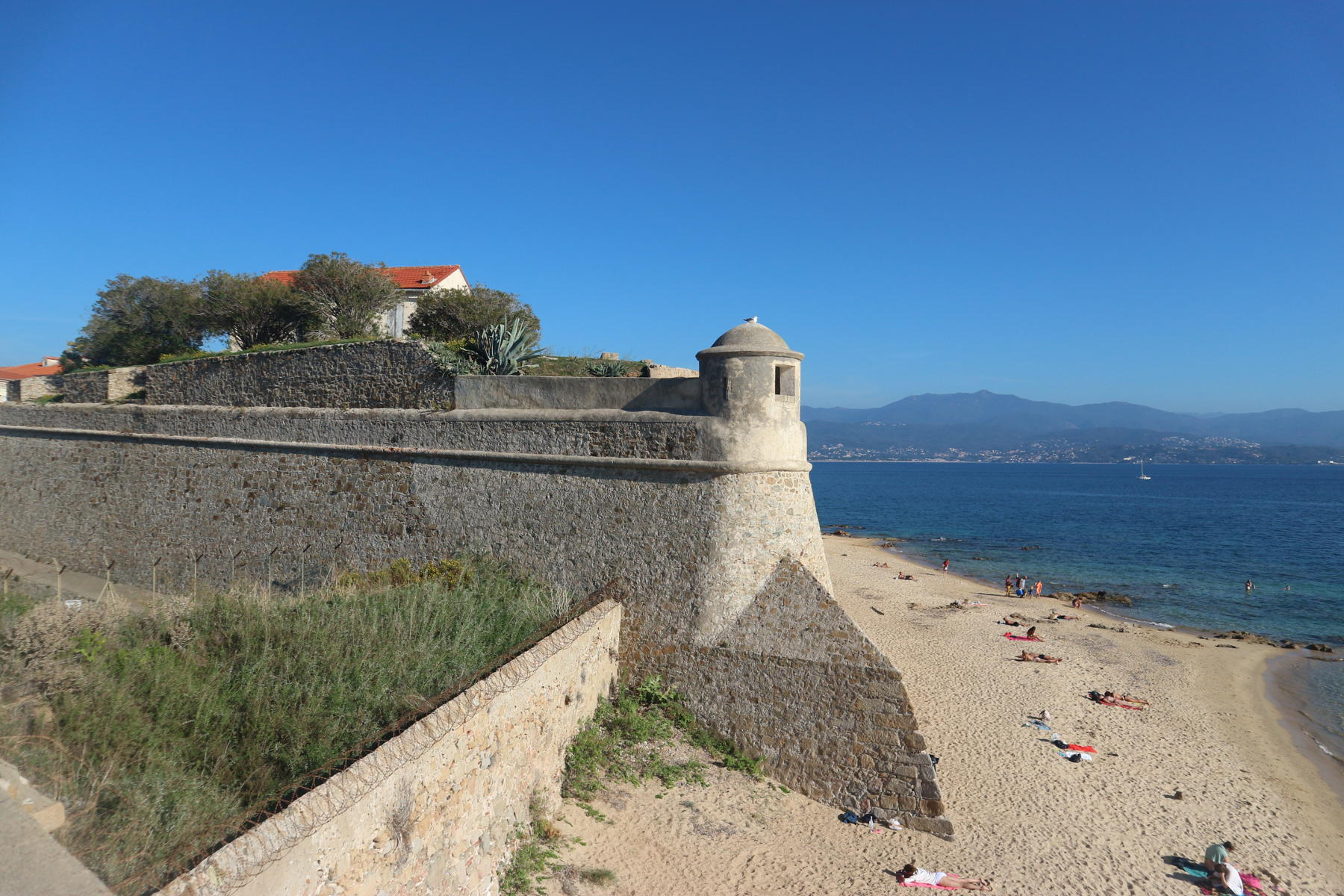
Ajaccio
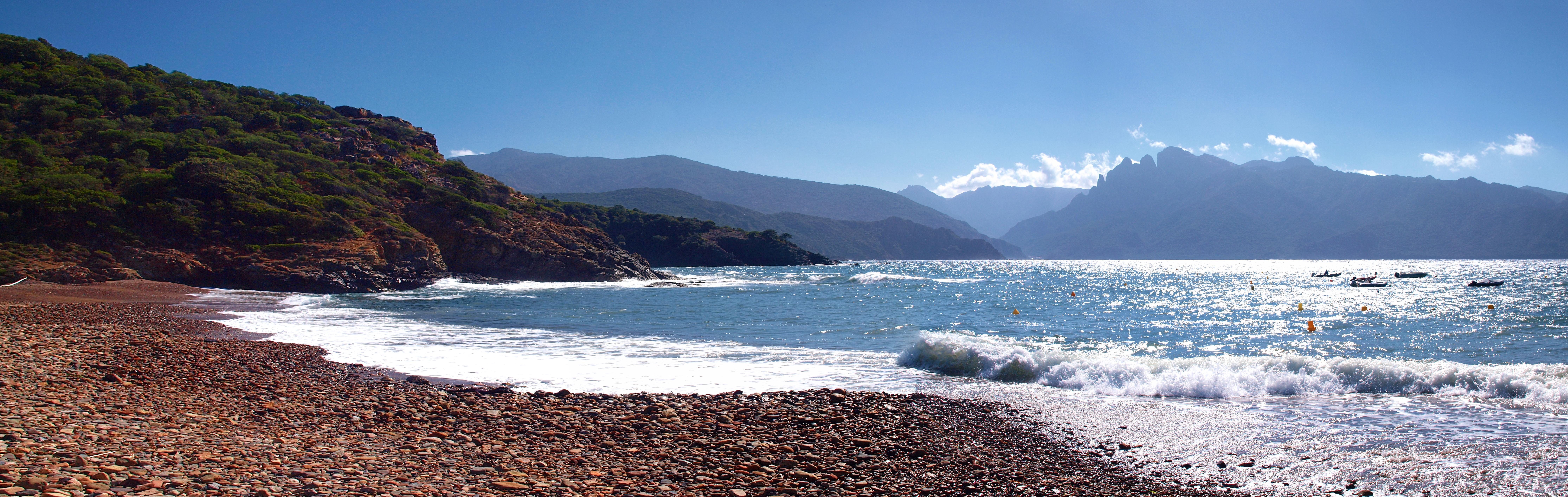
Golfe de Porto bij Osani
Piana